# Matilde Marcolli
Pour les articles homonymes, voir Marcolli.
Matilde Marcolli est une mathématicienne et physicienne italienne née le 30 novembre 1969 à Côme.

## Carrière
Matilde Marcolli reçoit, en 1993, son diplôme de physique, summa cum laude de l'université de Milan auprès de Renzo Piccinini avec un mémoire intitulé Classes of self equivalences of fibre bundles ; en 1994, elle obtient son diplôme de maîtrise en mathématiques à l'université de Chicago, où elle obtient en 1997, sous la direction de Melvin Rothenberg, son doctorat avec une thèse intitulée Three dimensional aspects of Seiberg-Witten Gauge Theory. Ensuite, elle est jusqu'en 2000 Instructrice Moore au Massachusetts Institute of Technology (MIT). En 2000, elle est chercheuse sénior à l'Institut Max-Planck de mathématiques à Bonn. En même temps, elle est, depuis 2001, professeure agrégée à l'université d'État de Floride à Tallahassee. Elle a été chercheuse invitée notamment au Tata Institute of Fundamental Research, à l'université Johns-Hopkins, l'Institut Kavli de physique théorique, à l'Institut Mittag-Leffler de Stockholm, à l'Institut des hautes études scientifiques de Bures-sur-Yvette et à l'Institut Isaac Newton de Cambridge. Depuis 2006, elle est également professeur honoraire à l'université de Bonn. Depuis septembre 2008, elle est professeure au Caltech. Elle est également professeure invitée à l'Institut Périmètre de physique théorique, au Canada.

## Travaux
Matilde Marcolli travaille sur l'application de la géométrie non commutative d'Alain Connes, par exemple, en théorie des nombres et en physique (physique des particules, effet Hall quantique entier, cosmologie). Outre Connes, elle travaille avec Caterina Consani et Yuri Manin. En 2009, Alain Connes, Caterina Consani et Matilde Marcolli ont trouvé des liens entre F1 et la géométrie non commutative.
Elle a écrit également sur la philosophie, la théorie de l'art et l'anarchisme,. Elle a notamment écrit des articles au sujet de l'anarcho-transhumanisme.

## Prix et distinctions
En 2001, elle reçoit le prix Heinz-Maier-Leibnitz de la Fondation allemande pour la recherche (DFG), et en 2002 le prix Sofia-Kovalevskaïa de la Fondation Alexander von Humboldt. En 2008, elle est conférencière plénière au 5e Congrès mathématique européen à Amsterdam avec une conférence sur Renormalization, Galois symmetries and motives, puis elle est conférencière invitée au Congrès international des mathématiciens à Hyderabad en 2010 avec pour sujet Noncommutative geometry and arithmetic.

## Publications
- avec Alain Connes : Noncommutative geometry, quantum fields and motives. AMS Colloque Publications 2008.
- (en) Alain Connes, Caterina Consani et Matilde Marcolli, « Fun with F1 », Journal of Number Theory,‎ 2009, « 0806.2401 », texte en accès libre, sur arXiv.
- Éditrice avec Claus Hertling : Frobenius Manifolds, Quantum Cohomology and Singularities, Aspects of Mathematics, vol. E36, Vieweg, 2004[7].
- Arithmetic noncommutative geometry. AMS 2005.
- Seiberg-Witten Gauge Theory. New Delhi, Bangalore Book Agency, 1999.
- Feynman motives, World Scientific 2009
- Éditrice avec Caterina Consani : Noncommutative geometry and Number Theory. Vieweg 2006.
- avec Massoud, Khalkhali (Éditeur) : À l'invitation to Noncommutative geometry. World Scientific 2008.
- Lectures on Arithmetic Noncommutative Geometry. 2004. (University Lectures Series, AMS 2005)
- avec Consani : Non-commutative geometry, dynamics and {\displaystyle \infty }-adic Arakelov-Geometry. 2002.
- Marcolli, Connes : A walk in the noncommutative garden. 2006.
- Marcolli, Connes : From Physics to Number Theory via Noncommutative Geometry. Partie I: Quantum Statistical Mechanics of Q-lattices, in Pierre Cartier et al., eds., Frontiers in Number Theory, Physics and Geometry, Tome 1, Springer Verlag 2006 (Les Houches 2004)
- Marcolli, Manin : Continued fractions, modular symbols, and non-commutative geometry. 2001.
- Modular curves, C*-algebras and chaotic cosmology, in Pierre Cartier et al., eds., Frontiers in Number Theory, Physics and Geometry, Tome 2, Springer Verlag 2007
- Avec Connes : Renormalization, the Riemann-Hilbert Correspondence and Motivic Galois Theory, in Pierre Cartier et al., eds., Frontiers in Number Theory, Physics and Geometry, Tome 2, Springer Verlag 2007